# Iru Chetsjanovi
Irina (Iru) Chetsjanovi (Georgisch: ირინა "ირუ" ხეჩანოვი) (Tbilisi, 3 december 2000) is een Georgische zangeres van Armeense afkomst.

## Biografie
Chetsjanovi begon op zesjarige leeftijd muziek te spelen. In 2011 nam ze met de groep Candy deel aan de Georgische preselectie voor het Junior Eurovisiesongfestival. Met het nummer Candy music won de groep de nationale finale, waardoor het Georgië mocht vertegenwoordigen op het Junior Eurovisiesongfestival 2011 in de Armeense hoofdstad Jerevan. Georgië won het festival.
In 2019 nam Chetsjanovi deel aan de Georgische versie van Idool, die tevens dienst deed als preselectie voor het Eurovisiesongfestival. Twee jaar later bracht ze haar eerste single uit. Eind 2022 nam ze deel aan de Georgische versie van The Voice. Ook deze talentenjacht deed dienst als preselectie voor het Eurovisiesongfestival. Chetsjanovi ging met de zegepalm aan de haal, waardoor ze haar vaderland mocht vertegenwoordigen op het Eurovisiesongfestival 2023 in het Britse Liverpool. Daar haalde ze uiteindelijk de finale niet.
2007: Sopho Chalvasji · 
2008: Diana Goertskaja · 
2010: Sopho Nizjaradze · 
2011: Eldrine · 
2012: Anri Dzjochadze · 
2013: Sopho Gelovani & Nodiko Tatisjvili · 
2014: The Shin & Mariko Ebralidze · 
2015: Nina Sublatti · 
2016: Nika Kocharov & Young Georgian Lolitaz · 
2017: Tako Gatsjetsjiladze · 
2018: Ethno-Jazz Band Iriao · 
2019: Oto Nemsadze · 
2021: Tornike Kipiani · 
2022: Circus Mircus · 
2023: Iru Chetsjanovi · 
2024: Noetsa Boezaladze · 
2025: Mariam Sjengelia